# Чулыгино
Чулыгино — село в Кукморском районе Татарстана. Входит в состав Лубянского сельского поселения.

## География
Находится в северной части Татарстана на расстоянии приблизительно 34 км по прямой от районного центра города Кукмор на восток-юго-восток, в той части района, которая находится на левом берегу Вятки.

## История
В качестве населённого пункта официально зарегистрировано в 1960 году.

## Население
Постоянных жителей было в 1979 — 4, в 1989 — 6. Постоянное население составляло 6 человек (татары 100 %) в 2002 году, 3 в 2010.